# Olios maculatus
Olios maculatus är en spindelart som först beskrevs av John Blackwall 1862.  Olios maculatus ingår i släktet Olios och familjen jättekrabbspindlar. Inga underarter finns listade i Catalogue of Life.